# アスレティック・ビルバオ
アスレティック・ビルバオ（バスク語: Bilboko Athletic Kluba; スペイン語: Athletic Club de Bilbao）は、スペイン・バスク州ビルバオに本拠地を置くサッカークラブ。ラ・リーガに所属している。

## 概要
1929年以来継続してプリメーラ・ディビシオンに在籍しており、8回優勝している。コパ・デル・レイ（国王杯）では24回の優勝を誇る。
ラ・リーガ通算順位表ではレアル・マドリード、FCバルセロナ、バレンシアCF、アトレティコ・マドリードに次ぐ5位に位置し、レアル・マドリード、バルセロナとともに一度もセグンダ・ディビシオン（2部）に降格したことがない3クラブのうちのひとつである。
レアル・ソシエダとの対戦はバスクダービーとして盛り上がりを見せる。
「ロス・レオネス」（Los Leones、ライオンたち）という愛称がある。マメスはローマ人によってライオンの群れの中に投げ入れられたキリスト教徒であるが、ライオンたちはマメスの捕食を拒み、そうして彼は後に聖人となった。
アトレティックはスペインにおいて株式会社化を行っていない4つのクラブ（その他はレアル・マドリード、バルセロナ、CAオサスナ）のうちのひとつであり、ソシオ (socios) と呼ばれる組合員によって所有され経営されている。女子チームのアスレティック・ビルバオ・フェメニーノはプリメーラ・ディビシオン・フェメニーナ（女子1部）で4回優勝している。

## クラブ方針
1911年に最後の外国人選手がクラブから去って以降、選手は「バスク人」に限定するというクラブ方針を守っている。
この方針におけるバスク人は、生まれもしくは育ちがバスク州（ビスカヤ県・ギプスコア県・アラバ県）、ナバラ州、またはフランス領バスクのラブール・スール・バス＝ナヴァールである選手の事を指す。そのため、上記の条件を満たしていれば国籍を問わず入団する事が出来る。
例として、生まれは異なるが育ちがバスク地方であるベネズエラ代表のフェルナンド・アモレビエタや、ルーマニア代表のクリスティアン・ガネアといった選手がクラブに入団している。
過去に祖父がバスクにルーツを持つゴンサロ・イグアインの獲得が噂された事があったが、クラブのスポーツディレクターであるラファエル・アルコルタは、クラブ方針を満たさない選手であると獲得を完全否定した。
前述のこのクラブ方針に賛否両論はあるが、地元出身者を積極的にトップチームに昇格させることや、クラブの忠誠心などが称賛されている。かつてはライバルのソシエダもアスレティック同様の方針を持っていたが、1989年以降のソシエダはバスク人以外の選手（スペイン国外出身選手）とも契約を交わすようになった。
アスレティックは外国人監督を招くことには積極的で、クラブ創設以降、多くのスペイン国外出身者が監督を務めた。
クラブには、レサマ (Lezama) と呼ばれる下部組織のピラミッドを通して若いバスク人選手を育成するというカンテラ方針があり、また、ホセバ・エチェベリアやハビ・マルティネスなど、他クラブからの優秀なバスク人選手の募集も行っている。2022年には、優れた育成組織を持つクラブに贈られるUEFAグラスルーツ賞を受賞した。

## 歴史

### 20世紀

#### 前身2クラブの合併

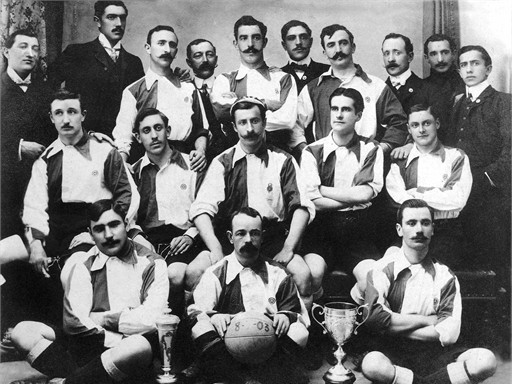
コパ・デル・レイ初優勝時の選手達（1903年）

イギリスに繋がりがある異なる2つの集団によって、ビルバオにサッカーがもたらされた。製鉄業や造船業などに従事したイギリス人労働者と、イギリス留学帰りのバスク人学生である。19世紀後半のビルバオは、近隣に鉄鉱石鉱山や造船所を抱えた一級の工業港湾であった。この地域はスペイン経済の推進力となり、結果として多くの労働者移民を引きつけ、中にはイングランド北東部から移住した炭鉱労働者、サウサンプトン・ポーツマス・サンダランドから移住した造船業従事者もいた。彼らはサッカーとともに育ち、1890年代初頭にイギリス人労働者が集ってビルバオFC (Bilbao Football Club) を形成。バスク人学生らがイギリス人労働者たちの対戦相手となっていたが、学生らは土木工学や商学を修めるためにイギリスに渡った。イギリスでサッカーへの興味を深め、ビルバオに戻るとイギリス人労働者たちとの試合に手を加え始めた。1898年、Gymnasium Zamacoisという総合スポーツクラブに所属していた学生たちは、英語のスペルを用いたサッカーチーム、アスレティック・クルブ (Athletic Club) を設立。1901年4月5日、カフェ・ガルシアで集会が開かれて公式にクラブの設立が宣言された。1902年に初開催されたコパ・デル・レイには、ビルバオFCとアスレティック・クラブの合同チーム（クルブ・ビスカヤ、Club Bizcaya）として参戦し、クラブ・ビスカヤは決勝でFCバルセロナを破って優勝した。1903年、2つのクラブは正式に合併してアスレティック・クルブ (Athletic Club) となった。同年にはバスクの学生がアスレティック・クルブ・マドリードを形成し、このクラブは後にアトレティコ・マドリードに発展した。アスレティック・クラブの創設日はサッカー史家の間で議論の対象となっており、クラブ自身は1898年創立であると発表しているが、本当の設立年は1901年もしくは1903年であるとする意見もある。

#### 初期のコパ・デル・レイでの躍進
アスレティックは初期のコパ・デル・レイで顕著な活躍を見せた。クルブ・ビスカヤによる第1回大会優勝に続いて、新しく形成されたアスレティック・ビルバオは1903年の第2回大会でも優勝を果たした。1904年には対戦相手のクルブ・エスパニョール・デ・マドリードがスタジアムに到着できず、アスレティックが自動的に優勝となった。1907年、ウニオン・ビスカイーノとの合同チームとしてクルブ・ビスカヤという名称が復活した。数年間の停滞期を挟み、1911年に再び優勝すると、1914年から1916年までは3年連続で優勝。このチームのスター選手は卓越したゴールスコアラーのピチーチであり、1915年のコパ・デル・レイ決勝ではハットトリックを達成した。彼の功績を称え、1953年以降のリーガ・エスパニョーラの得点王にはピチーチ賞というトロフィーが与えられている。

#### 全国選手権創設と参入
1920年のバスク地方には、アスレティック以外にもレアル・ウニオン、アレナス・クルブ・デ・ゲチョ、レアル・ソシエダなどのクラブがあった。これら4クラブは1928年の全国選手権（リーガ・エスパニョーラ）の創設メンバーとなり、1930年にはCDアラベスも加わった。当時のプリメーラ・ディビシオン（1部）は10クラブで構成されていたため、全国選手権のトップリーグの半数をバスク地方のクラブが占めることとなった。初期のアスレティックはCon cantera y afición, no hace falta importación（地元出身のチームやサポーターとともに! 外国人選手は必要ない）をスローガンとした。

#### ペントランド監督時代

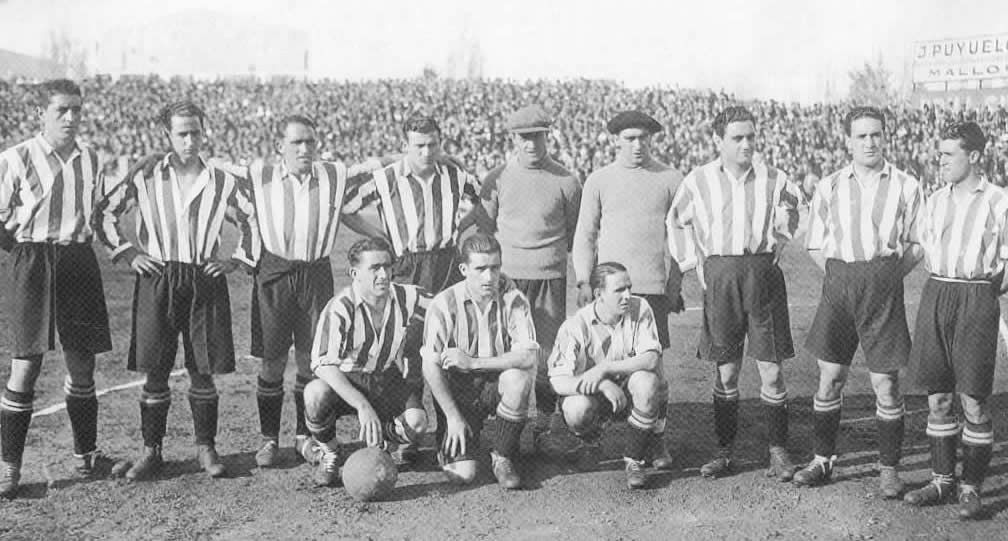
1930-31シーズンのラ・リーガ優勝メンバー

1921年にはイングランド出身のフレッド・ペントランド監督が就任。彼はエル・ボンビンという愛称で知られ、ショートパスを多用するサッカーを好んでアスレティックのプレースタイルに変革を起こすと、1922-23シーズンにチームをコパ・デル・レイ優勝に導いた。ペントランド監督は1927年にアスレティックを離れ、アスレティック・マドリード（現在のアトレティコ・マドリード）、レアル・オビエド、スペイン代表などの監督を歴任したが、1929年には再びアスレティックの監督に就任し、1929-30シーズンと1930-31シーズンには2シーズン連続でリーグ戦とカップ戦のダブル（2冠）を達成。特に前者のシーズンでは18試合12勝6分という成績でシーズン無敗優勝を果たしている。1930年から1933年まで4シーズン連続でコパ・デル・レイを制し、1932年と1933年には2シーズン連続でリーグ戦2位となった。1931年にはバルセロナに12-1で圧勝したが、これは現在でもバルセロナの最大得点差敗北記録として残っている。なお、同年には無血革命によりスペイン共和国（スペイン第二共和政）が成立していた。ペントランド監督は2度の在任期間中にチームを2回のリーグ優勝と5回のカップ優勝に導いた。この黄金時代は、1936年7月に開始されたスペイン内戦、それにより1936-37シーズンから3シーズンにわたるリーグ戦の中断により終わった。一方、内戦開始後にバスクで自治政府が成立すると、同政府首相（レンダカリ）には1922-23シーズンのコパ・デル・レイ優勝メンバーだったクラブOBのホセ・アントニオ・アギーレが就任しており、アスレティックもアギーレの要請に応じて、戦費調達や共和国支援国（主にソビエト連邦）でのアピールなどを目的としたサッカーバスク代表の国外遠征に選手を送り出した。

#### アトレティコ・ビルバオへの強制改名
1939年に内戦が終結し、「スペイン国」としてフランシスコ・フランコ総統による独裁体制が成立すると（フランコ体制下のスペイン）、バスクでは内戦中に共和国政府が認めていた自治政府が解散され、バスク語の使用を含む民族主義的な諸活動が抑制された。アスレティックも非スペイン語である英語由来の名前の使用が禁止され、またバスク出身選手のみにプレーを許すというチーム方針が撤廃された（グランドペアレント・ルールの発端とされる）ため、1941年から1973年までの間はスペイン語であるアトレティコ・ビルバオ (Atlético Bilbao) に改名した。様々な面で厳しい時代であった1940年代には、下部組織で優秀な選手を育成することでクラブとしての競争力維持に努めた。1941年にはテルモ・サラがデビューを飾り、以来13シーズンをアトレティコでプレーして公式戦通算294得点を積みあげた。サラはスペイン代表でも多くの試合に出場して20得点を挙げた。サラは1950-51シーズンに38得点を挙げたが、2010-11シーズンにレアル・マドリードのクリスティアーノ・ロナウドに塗り替えられるまで、この記録は50年間も1シーズン最多得点記録であり続けた。サラと同時代の著名選手にはホセ・ルイス・パニーソなどもいる。1942-43シーズンには、リーグ戦とカップ戦のダブル（2冠）を達成し、1944年と1945年にもコパ・デル・レイを獲得した。
1950年代前半にはラファ・イリオンド、ベナンシオ・ペレス、アグスティン・ガインサなどのフォワードが次々と現れ、彼らは1949-50シーズンのコパ・デル・ヘネラリシモ（現在のコパ・デル・レイ）優勝に貢献。1955年にはチェコスロバキア人のフェルディナンド・ダウチーク監督が就任し、クラブにいっそうの繁栄をもたらした。ダウチク監督は1955-56シーズンにリーグ戦とカップ戦のダブルを達成し、さらに1955年と1958年にもコパ・デル・ヘネラリシモで優勝。1956-57シーズンにはUEFAチャンピオンズカップに初出場し、準々決勝でマンチェスター・ユナイテッドFC（イングランド）に敗れて敗退した。1957-58シーズンのコパ・デル・レイ決勝は栄華を極めていたレアル・マドリードとの対戦となったが、相手のホームであるエスタディオ・サンティアゴ・ベルナベウで勝利して優勝した。1930年代から1950年代にクラブの成功を助けたのは、各クラブに課された厳しい外国人選手数制限であった。多くの場合、クラブはメンバーの中に外国人選手を3人までしか入れられず、全ての試合で少なくとも8人のスペイン人選手がプレーした。レアル・マドリードとバルセロナは、アルフレッド・ディ・ステファノ（アルゼンチン出身）、フェレンツ・プスカシュ（ハンガリー出身）、ホセ・サンタマリア（ウルグアイ出身）、ラディスラオ・クバラ（ハンガリー出身）などの選手に二重国籍を取得させることでルールの裏をかいたが、アトレティコは自らのカンテラ方針を頑なに固持し、わずかの柔軟さも示さなかった。
1960年代のスペインサッカー界はレアル・マドリードに支配され、アトレティコはわずかに1度、1968-69シーズンにコパ・デル・レイを獲得しただけであった。国際的なクラブのように、アトレティコはグランドペアレント・ルールを採用し、バスク地域に先祖がいる選手の獲得を許容した。このルールにより、バルセロナ出身のアルマンド・メロディオのアトレティコでのプレーが可能となった。1960年代にはメロディオの他にも、ヘスス・マリア・ペレーダ、ミゲル・ホネス、ホセ・エウロヒオ・ガラテなどがプレーを許された。この3選手はいずれもバスク生まれではなかったが（ガラテの両親はバスク人である）、いずれもバスク地域で育ち、バスク帰化人に区分された。1960年代前半にはホセ・アンヘル・イリバルが台頭し、守護神としてクラブのレジェンドの地位まで上り詰めた。
1970年代はあまり良い期間ではなく、1972-73シーズンに1度コパ・デル・レイを獲得しただけであった。一方、1975年11月20日にフランコが死去して独裁体制が終焉すると、12月5日のレアル・ソシエダとの試合直前、アトレティコのキャプテンであるイリバルとソシエダのキャプテンであるイグナシオ・コルタバリアは、イクリニャと呼ばれるバスクの旗をセンターサークルまで運んで儀式的に広げた。フランコの死去以来、公共の場でバスク国旗が掲げられた初めての出来事であった。以後、フアン・カルロス1世によるスペイン王国体制での民主化が進行し、クラブおよびバスク地域における緊張状態は緩和の兆しを見せ始めた。1976-77シーズンにはUEFAカップの決勝に進出し、アウェーゴール差でユヴェントスFC（イタリア）に敗れた。これ以後、クラブはアスレティック・ビルバオに再改名した。1979年には自治政府時代以来となるバスク代表チームが復活し、本拠地サン・マメスでの初戦にはアスレティックの選手も参加した。

#### クレメンテ監督の黄金期とその後
1981年、ハビエル・クレメンテ監督が就任した。彼はすぐにチームの組織化に取り組み、クラブの歴史上最も成功を収めたチームのひとつを築いた。サンティアゴ・ウルキアガ、ミゲル・デ・アンドレス、イスマエル・ウルティビ、エスタニスラオ・アルゴーテ、アンドニ・スビサレッタ、マヌ・サラビアなどのカンテラ出身の若手選手が、ダニ、アンドニ・ゴイコエチェアなどのベテラン選手とうまく融合。クレメンテ監督の指揮下最初のシーズンはリーグ戦で4位となり、1982-83シーズンには27年ぶりのリーグタイトルを手にし、1983-84シーズンにはリーグとコパ・デル・レイのダブルを達成した。1984-85シーズンと1985-86シーズンにはリーグ戦で4位となった。クレメンテ監督のアスレティックは、頑強なゴイコエチェアに象徴されるような荒々しいプレースタイルで悪名高かった。クレメンテ監督は、2人の守備的ミッドフィールダーを計3人のディフェンダー（2人のセンターバックと1人のスイーパー）の前に配置することを好み、守備的だが効果的なフォーメーションであるとみなされた。クレメンテ監督退任後にはイリバル監督、ハワード・ケンドール監督、ユップ・ハインケス監督、ハビエル・イルレタ監督などが就任したが、加速度的に進んだ各クラブの国際化の波に飲まれ、主要なトロフィーを獲得できず、復帰したクレメンテ監督も2度目の成功は得られなかった。

#### フェルナンデス監督時代
クレメンテ監督以降で最も成功したアスレティックの監督は、1996年に就任したルイス・フェルナンデス監督である。1998年、彼はクラブをリーグ戦2位に導き、UEFAチャンピオンズリーグの出場権を獲得した。クラブがカンテラに対して採用した、それまでより柔軟なアプローチがフェルナンデスの利益となった。今日では、バスク地方のクラブの下部組織でプレーしさえすれば、誰もがアスレティックのトップチームでプレーすることができる。このように、1980年代後半には、サラマンカ出身のパチ・フェレイラや、ブラジル出身で幼少時代にバスク地方に移住したビセンテ・ビウルンなどがアスレティックでプレーした。フェルナンデス監督は初めてバスク系フランス人（ビセンテ・リザラズ）と契約し、イスマエル・ウルサイス、ホセ・マリなどがいたチームに加えた。バスク地方の他クラブの下部組織からも選手を引き抜きはじめたため、これらのクラブはアスレティックに対して領土侵害であると主張。1995年、アスレティックはバスクダービーを争うライバルのソシエダからホセバ・エチェベリアを引き抜き、両クラブ間に険悪な感情が引き起こされた。リザラズは1シーズン後にアスレティックを離れたが、ウルサイス、ホセ・マリ、エチェベリアなどが1997-98シーズンの中心選手となり、ラファエル・アルコルタ、ジュレン・ゲレーロ、パチ・フェレイラなどとともに戦った。

### 21世紀

#### 暗黒の2年間
2001年から2003年まで率いたハインケス監督時代（2度目）、2003年から2005年まで率いたエルネスト・バルベルデ監督時代を経て、2005-06シーズンと2006-07シーズンのアスレティックは残留争いに巻き込まれた。2005-06シーズンは苦戦を強いられ、クラブ史上初のセグンダ・ディビシオン降格の危機に遭った。最下位のチームの指揮を引き継いだクレメンテ監督（3度目の就任）は、指揮したチームに守備的な安定をもたらすことで広く知られており、降格からチームを救うことが期待された。37節、エスタディオ・デ・リアソールで行われたデポルティーボ・ラ・コルーニャ戦 (2-1) に勝利してトップリーグ残留を決めると、残留を果たしたにもかかわらず、クレメンテ監督は2006-07シーズンの指揮を執ることなく退任。2006-07シーズンは前年度よりも厳しい戦いを強いられ、クラブ史上最悪のシーズンとなった。特にディフェンスが崩壊し、失点数は最下位のジムナスティック・タラゴナに次いでワースト2位の数字を記録。シーズン終盤まで降格圏付近に位置したが、シーズン最終節、サン・マメスでのレバンテUD戦 (2-0) に勝利して辛くもトップリーグ残留を決めた。

#### カパロス監督時代
2007-08シーズン序盤は苦しむも、徐々にホアキン・カパロス新監督の戦術が浸透し、11位で残留を手にした。2008-09シーズンのアスレティックは再び見映えしない結果となり、前シーズンと比べれば早く残留を確実にしたが、順位表の中位でシーズンを終えた。しかしコパ・デル・レイでは、ライバルのオサスナや強豪のセビージャFCなど厄介な相手との対戦を切り抜け、同大会で24年ぶりに決勝に進出した。エスタディオ・デ・メスタージャで行われたバルセロナとの決勝には1-4で敗れたが、まったく不名誉な結果ではなく、高額年俸選手揃いのバルセロナはリーグ戦とUEFAチャンピオンズリーグで傑出した結果を残していた。この準優勝により、アスレティックはUEFAカップから名称が変更されたUEFAヨーロッパリーグの出場権を得た。
2009-10シーズンは国内リーグでも欧州の舞台でも着実な進歩を遂げた。レアル・マドリードを破るなど、ホームでは立派な成績を残し、安定して順位表の上半分に位置した。UEFAヨーロッパリーグのグループリーグ、ヴェルダー・ブレーメン（ドイツ）との試合はホーム・アウェーともに完敗したが、CDナシオナル（ポルトガル）とFKアウストリア・ウィーン（オーストリア）からは計4試合で勝ち点10を獲得し、グループ2位で決勝トーナメントに進出した。決勝トーナメント1回戦ではRSCアンデルレヒト（ベルギー）と対戦し、ホームでのファーストレグには1-1で引き分けたが、アウェーのセカンドレグに0-4と大敗し、2試合合計1-5で敗退となった。リーグ戦ではアウェーの試合で脆さを見せたが、ホームでは11勝4分4敗の好成績を残し、わずかに欧州カップ戦出場権に及ばない8位でシーズンを終えた。若手有望株のハビ・マルティネス、マルケル・スサエタ、オスカル・デ・マルコスなどが好パフォーマンスを披露し、エースのフェルナンド・ジョレンテや16歳のイケル・ムニアインがトップチームで飛躍的な成長を遂げた。シーズン終了後には、過去15シーズンに渡ってアスレティックで500試合以上に出場したエチェベリアが現役引退し、赤白のシャツを着て300試合以上に出場したフランシスコ・ジェステが突然チームを離れた。
2010-11シーズン序盤にはジョレンテが何度も得点してチームを引っ張り、前向きなスタートを切った。アウェーでの成績は不安定であり、UEFAチャンピオンズリーグ出場権を獲得できる4位への挑戦には不十分であったが、他クラブの不振からUEFAヨーロッパリーグ出場権獲得の可能性が生まれた。シーズン中盤には守備陣に負傷者や出場停止者が多発したが、それまでビルバオ・アスレティック（Bチーム）のメンバーでしかなかったボルハ・エキサがセンターバックのポジションに入り、堅実なプレーでシーズン終了までレギュラーを務めた。10代のムニアインはほとんどすべての試合に左ウイングとして先発出場し、巧妙なプレーでジョレンテやガイスカ・トケーロなどのフォワードにパスを供給した。18歳のホン・アウルテネチェもまたカパロス監督に強い印象を残し、深刻な怪我でシーズンを一足早く終えるまでは左サイドバックのレギュラーを務めた。シーズン終了前にはU-21スペイン代表のアンデル・エレーラとの契約が順調に進み、アスレティックはリーグ戦6位で欧州カップ戦の舞台への復帰を決めた。

#### ビエルサ監督時代
2011-12シーズン前にはソシオ（クラブ会員）全員が参加した会長選が行われ、現職のフェルナンド・ガルシア・マクア会長は、選手として長くアスレティックに在籍したホス・ウルティアに敗北。ウルティア新会長の公約にはアルゼンチン代表前監督のマルセロ・ビエルサ招聘が含まれており、その公約通りビエルサが監督に就任した。ビエルサ監督は2010 FIFAワールドカップでチリ代表をベスト16へと導いており、2002-03シーズンまで指揮を執ったハインケス監督（ドイツ）以来、8シーズンぶりの外国人監督であった。在任期間中にアスレティックの名声を回復したカパロス監督は契約満了によりアスレティックを去った。ビエルサ監督は型にはまらないフォーメーションや戦術を採用し、チームの変革に取り組んだ。何人かの選手は本来のポジションとは異なるポジションでプレー。2010 FIFAワールドカップ優勝メンバーのハビ・マルティネスは足元の技術を見込まれてセンターバックに転向し、デ・マルコスは本来ミッドフィールダーであるがサイドバックとしても起用された。シーズン序盤の成績は不安定であり、エレーラの負傷離脱などもあったが、シーズンが進むにつれて選手たちは戦術変更に適応し始め、7節のバスクダービーに勝利してシーズン初勝利を挙げると、2011年秋にはパリ・サンジェルマンFC（UEFAヨーロッパリーグ）、オサスナ、セビージャなどに勝利し、バレンシアCFやバルセロナなどから勝ち点1をもぎ取った。6節から19節までの15試合で敗れたのはグラナダCF戦の1試合のみであった。UEFAヨーロッパリーグではグループリーグを首位で通過し、決勝トーナメント1回戦ではFCロコモティフ・モスクワ（ロシア）を撃破。決勝トーナメント2回戦ではマンチェスター・ユナイテッドFC（イングランド）と対戦し、オールド・トラッフォードで行われたファーストレグに3-2で勝利すると、ホームで行われたセカンドレグに2-1で勝利して2試合合計5-3での勝ち上がりを決めた。シャルケ04（ドイツ）と対戦した準々決勝ファーストレグでは、相手フォワードのラウル・ゴンサレスが2得点を挙げるなど、72分の時点で1-2とリードされていたが、その後アスレティックが立て続けに得点して4-2で勝利した。セカンドレグは2-2の引き分けで終え、2試合合計6-4でスポルティング・クルーベ・デ・ポルトゥガルとの準決勝進出を決めた。ポルトガルで行われた準決勝ファーストレグには1-2で敗れたが、セカンドレグは89分のジョレンテの得点などで3-1と勝利し、2試合合計4-3で決勝進出を決めた。5月9日にルーマニアの首都ブカレストにあるアレーナ・ナツィオナラで行われた決勝では、アトレティコ・マドリードに0-3で敗れて準優勝に終わった。

#### バルベルデ監督 (第2期)
2013-14シーズンよりエルネスト・バルベルデ監督が8年振りに復帰。あわせてスペイン有数の司令塔に成長したMFベニャも4年振りにクラブに復帰した。ミケル・リコ、ムニアイン、アンデル・エレーラ、スサエタらに加え、さらにデ・マルコス、イトゥラスペ、イバイ・ゴメスらで構成されるMFは、質量共にリーガ有数の陣容となった。
開幕前にFWフェルナンド・ジョレンテがユヴェントスに移籍したことで得点力が心配されたが、開幕してみると順調に勝ち星を重ね、最終的に20勝9分8敗で4位となり16シーズンぶりのUEFAチャンピオンズリーグ (CL) への出場を決めた。
2015-16シーズンの始めとなるスーペルコパ・デ・エスパーニャでは、前シーズンに三冠を達成したFCバルセロナと対戦したが、サン・マメスで行われた1stレグではアリツ・アドゥリスのハットトリックを含む4-0で大勝し、2ndレグでも1-1で引き分けて約30年ぶりとなるタイトルを獲得した。

#### バルベルデ監督退任後
17-18シーズンはBチームから昇格したホセ・ジガンダが監督に就任した。しかし、チームは低迷し16-17シーズンの7位から16位に転落。またヨーロッパリーグではアドゥリスが得点王に輝いたものの、ベスト16でマルセイユに敗北。苦しい1年となった。
巻き返しを図ろうとエドゥアルド・ベリッソ監督を迎えた18-19シーズンは、パリ・サンジェルマンからユーリ・ベルチチェ、エイバルからダニ・ガルシア、アンデル・カパらを獲得。しかし勝ちきれない試合が非常に多く、クラブ史上最多のリーグ13試合勝ちなしで降格圏に陥る危機に。12月3日に行われたレバンテUD戦での大敗を受け、後日ベリッソは解任された。
2018年12月27日に行われた会長選では、アイトール・エリセギが元会計士のウリベ・エチャバリアをわずか85票差で破り新会長に選出された。

#### ガリターノ監督
ベリッソの解任を受け、Bチームのガイスカ・ガリターノが内部昇格の形で監督に就任した。就任後初のリーグ戦となったジローナFC戦では、無失点のまま迎えた後半アディショナルタイムにアドゥリスがPKを決め、14試合ぶりとなる勝利を収めた。その後もセビージャFCやレアル・ベティス、アトレティコ・マドリードを相手に勝利を重ね、そのシーズンのチャンピオンであるFCバルセロナを無失点で抑えるなど監督交代後はホームで無敗を誇り、一時はチャンピオンズ・リーグの出場権圏内である4位を目指せる位置に浮上した。しかしアウェイでの成績低下や同格相手に勝ちきれない試合が続き、7位RCDエスパニョールと勝ち点は同じだったものの対戦成績で負け越しUEFAヨーロッパリーグへの出場権を逃した。
19-20シーズンは、開幕戦のFCバルセロナ戦での勝利から勢いに乗り、第5節には首位に浮上した。その後は低迷し最終的に11位でシーズンを終えるも、国王杯では5年ぶりの決勝進出を果たし、またライバルレアル・ソシエダとのダービーマッチとなった。

#### 2020年代
2021年1月3日、成績不振でガイスカ・ガリターノ監督は解任。後任にマルセリーノ・ガルシア・トラルが就任する事が発表された。
マルセリーノ監督就任直後に開催されたスーペルコパ・デ・エスパーニャでは、準決勝でレアル・マドリードを2-1で、決勝でFCバルセロナを3-2で下して2015-16シーズン以来3度目の優勝を果たした。
2021年4月には、2年連続でコパ・デル・レイ決勝に進出した事により、新型コロナウイルスによって延期された19-20シーズンとそのシーズンの2回分の決勝戦に挑んだもの、レアル・ソシエダ、FCバルセロナに勝利できず、どちらも準優勝に終わった。
21-22シーズンは、アトレティコ・マドリードを破ってのスーペルコパ・デ・エスパーニャ準優勝や、FCバルセロナ、レアル・マドリードを破ってのコパ・デル・レイ準決勝進出など、前シーズンと同様にトーナメント戦での強さを見せた。またリーグ戦でも最終節まで欧州カップ戦の出場権争いをしていたが、7位ビジャレアルCFを追い越せず8位でシーズンを終えた。2022年5月24日に、契約満了でマルセリーノ監督が21-22シーズンをもって退任する事が発表された。
2022年6月24日に会長選が行われ、ジョン・ウリアルテ氏が当選した。
それにより、公約に掲げていたエルネスト・バルベルデ氏の3度目となる監督就任が決定した。
2024年のコパ・デル・レイでは、決勝でマジョルカをPK戦の末下し、40年ぶりの優勝を達成した。

## スタジアム
2013年までホームスタジアムであった旧サン・マメスは当時スペイン最古のスタジアムであった。このスタジアムはサン・マメスという教会のそばに建てられたため、「ラ・カテドラル (La Catedral, 大聖堂) 」という愛称を持つ。当初の収容人数は7,000人であり、1913年8月21日のラシン・イルン戦(1-1)が初試合となった。この試合ではセベ・スアソのキックオフによって試合が開始され、ピチーチがスタジアム最初の得点者となった。
1982 FIFAワールドカップではグループリーグの数試合が行われた。
2013年6月5日に長い歴史に幕を下ろし、翌日から取り壊された。2013年9月16日に新スタジアムの新サン・マメスがセルタ・デ・ビーゴ戦でこけら落としとなった。
新サン・マメスの収容人数は53,332人で、最多収容人数は2017年3月18日に行われたレアル・マドリード戦の49,164人。2番目が2020年2月6日に行われたFCバルセロナ戦の49,154人。

## 練習場
インスタラシオネス・デ・レサマも参照。
ビルバオから15キロ離れた街レサマに練習場があり、ファームチーム、カンテラ、女子チームも同じ施設内で練習を行っている。

## ユニフォーム

### デザインの変遷
| 1903 | 1910 | 1913 | 1950 | 1970 | 1982 | 1996 | 2004 | 2009 |
| ---- | ---- | ---- | ---- | ---- | ---- | ---- | ---- | ---- |
|      |      |      |      |      |      |      |      |      |

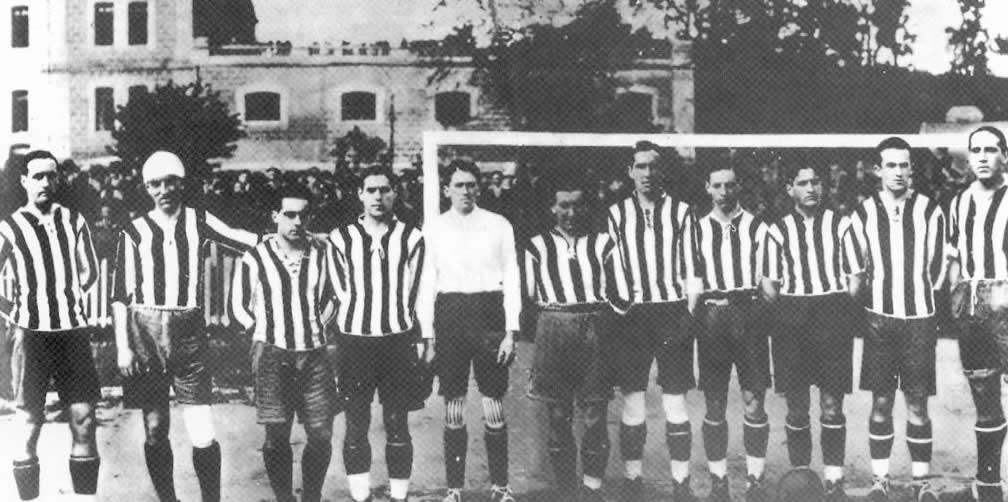
1921年のコパ・デル・レイ優勝時

黎明期のアスレティックは間に合わせの白いシャツでプレーしていたが、1902-03シーズン、ブラックバーン・ローヴァーズFC（イングランド）と似たような青色と白色の縦縞のシャツが、フアン・モセールによって提供された。1909年には、クリスマスをロンドンで過ごしていたフアン・エロルドゥイという名前のビルバオ出身学生が、25枚の新しいシャツを購入するようクラブに頼まれたが、彼は十分な量を探し出せなかった。手ぶらでビルバオ行きの船を待っている最中、エロルドゥイは港近くのサウサンプトンFCのチームカラーがビルバオの街と調和していると感じ、50枚の赤白のシャツを購入して持ち帰った。クラブの首脳陣はユニフォームカラ―変更を即決し、1910年以降は赤色と白色の縦縞のシャツを着てプレーするようになった。エロルドゥイが購入した50枚のうちの半分は兄弟クラブのアトレティコ・マドリードに送られた。青白のシャツから赤白のシャツに切り替わる前、スペインで赤白のシャツを採用していたのはスポルティング・デ・ヒホン（1905年より）のみであった。

### スポンサーとサプライヤー
| 期間      | サプライヤー   | 胸スポンサー                      |
| --------- | -------------- | --------------------------------- |
| 1982-1990 | アディダス     | なし                              |
| 1990-1999 | Kappa          | なし                              |
| 1999-2001 | アディダス     | なし                              |
| 2001-2008 | 100% Athletic  | なし                              |
| 2008-2009 | 100% Athletic  | ペトロノール (石油)               |
| 2009-2013 | アンブロ       | ペトロノール (石油)               |
| 2013-2015 | ナイキ         | ペトロノール (石油)               |
| 2015-2017 | ナイキ         | ビルバオ・ビスカヤ・クチャ (銀行) |
| 2017-2023 | ニューバランス | ビルバオ・ビスカヤ・クチャ (銀行) |

スペインの主要クラブの中では、バルセロナと同様に最後までユニフォーム広告を拒んだクラブであったが、2004-05シーズンのUEFAカップとコパ・デル・レイでは、バスク州政府から数十万ユーロのスポンサー料を得て、シャツの胸に緑色の文字でエウスカディ(Euskadi)と記した。赤・白・緑はバスクカラーである。2008年には、クラブ史上初めてとなる胸スポンサーとの契約に踏み切り、年額200万ユーロ以上のスポンサー料を得て、ビスカヤ県に拠点を置く石油会社のペトロノールのロゴを胸に入れた。また、ユニフォームは1990年から1999年までkappaが製造していたが、クラブ自身が製造していた時期もあり、国外で入手するのが困難であった。2009年、イギリスのスポーツ用品ブランドであるアンブロと、ユニフォームの提供。さらに2013年からはナイキ、2017年からニューバランスと契約している。。

## タイトル

### 国内タイトル
- プリメーラ・ディビシオン：8回

1929-30, 1930-31, 1933-34, 1935-36, 1942-43, 1955-56, 1982-83, 1983-84
- コパ・デル・レイ：24回

1903, 1904, 1910, 1911, 1914, 1915, 1916, 1921, 1923, 1929-30, 1930-31, 1931-32, 1932-33, 1942-43, 1943-44, 1944-45, 1949-50, 1954-55, 1955-56, 1957-58, 1968-69, 1972-73, 1983-84, 2023-24
- スーペルコパ・デ・エスパーニャ：3回

1984, 2015, 2020

### 国際タイトル
- ラ・ペケーニャ・コパ・デル・ムンド：1回

1967

## 現所属メンバー
2025年2月3日現在
注：選手の国籍表記はFIFAの定めた代表資格ルールに基づく。
| No. | Pos. |          | 選手名                       |
| --- | ---- | -------- | ---------------------------- |
| 1   | GK   | スペイン | ウナイ・シモン               |
| 2   | DF   | スペイン | アンドニ・ゴロサベル         |
| 3   | DF   | スペイン | ダニエル・ビビアン           |
| 4   | DF   | スペイン | アイトール・パレデス         |
| 5   | DF   | スペイン | ジェライ・アルバレス         |
| 6   | MF   | スペイン | ミケル・ベスガ               |
| 7   | FW   | スペイン | アレックス・ベレンゲル       |
| 8   | MF   | スペイン | オイアン・サンセト           |
| 9   | FW   | ガーナ   | イニャキ・ウィリアムズ () () |
| 10  | FW   | スペイン | ニコ・ウィリアムズ () ()     |
| 11  | FW   | スペイン | アルバロ・ジャロ ()          |
| 12  | FW   | スペイン | ゴルカ・グルセタ             |

| No. | Pos. |          | 選手名                       |
| --- | ---- | -------- | ---------------------------- |
| 13  | GK   | スペイン | フレン・アギレサバラ         |
| 14  | DF   | スペイン | ウナイ・ヌニェス             |
| 15  | DF   | スペイン | イニゴ・レクエ               |
| 16  | MF   | スペイン | イニゴ・ルイス・デ・ガラレタ |
| 17  | DF   | スペイン | ユーリ・ベルチチェ           |
| 18  | DF   | スペイン | オスカル・デ・マルコス       |
| 20  | MF   | スペイン | ウナイ・ゴメス               |
| 21  | FW   | スペイン | マロアン・サナディ ()        |
| 23  | MF   | スペイン | ミケル・ハウレギサール       |
| 24  | MF   | スペイン | ベニャト・プラードス         |
| 32  | DF   | スペイン | アダマ・ボイロ ()            |

※括弧内の国旗はその他保有国籍、もしくは市民権、星印はEU圏外選手を示す。

### レンタル選手
in
注：選手の国籍表記はFIFAの定めた代表資格ルールに基づく。
| No. | Pos. |          | 選手名                    |
| --- | ---- | -------- | ------------------------- |
| 14  | DF   | スペイン | ウナイ・ヌニェス (セルタ) |

out
注：選手の国籍表記はFIFAの定めた代表資格ルールに基づく。
| No. | Pos. |          | 選手名                                                      |
| --- | ---- | -------- | ----------------------------------------------------------- |
| --  | GK   | メキシコ | アレックス・パディージャ (クラブ・ウニベルシダ・ナシオナル) |
| --  | DF   | スペイン | ウナイ・エギルス (ミランデス)                               |
| --  | DF   | スペイン | ウーゴ・リンコン (ミランデス)                               |
| --  | MF   | スペイン | ウナイ・ベンセドール (ラシン・サンタンデール)               |

| No. | Pos. |          | 選手名                                      |
| --- | ---- | -------- | ------------------------------------------- |
| --  | FW   | スペイン | アドゥ・アレス (レアル・サラゴサ)           |
| --  | FW   | スペイン | ハビエル・マルトン (アルバセテ)             |
| --  | FW   | スペイン | ニコ・セラーノ (スポルティング・デ・ヒホン) |

### スタッフ
2022年7月1日現在
| 役職               | 氏名                         |
| ------------------ | ---------------------------- |
| 監督               | エルネスト・バルベルデ       |
| アシスタントコーチ | ジョン・イニャキ・アスピアス |
| GKコーチ           | アイトール・イル             |
| フィジカルコーチ   | ホセ・アントニオ・ポザンコ   |

## 歴代監督
| 20世紀    | 20世紀                                          | 20世紀         | 20世紀                                                    | 20世紀           |
| --------- | ----------------------------------------------- | -------------- | --------------------------------------------------------- | ---------------- |
| 年        | 監督 (1910-1963)                                |                | 年                                                        | 監督 (1963-2000) |
| 1910-1914 | シェパード                                      | 1963-1964      | フアン・オチョアンテサーナ                                |                  |
| 1914-1915 | ビリー・バーンズ                                | 1964-1965      | アントニオ・バリオス (2度目)                              |                  |
| 1915-1919 | 監督不在                                        | 1965-1968      | アグスティン・ガインサ                                    |                  |
| 1919-1921 | ビリー・バーンズ (2度目)                        | 1968-1969      | ラファエル・イリオンド                                    |                  |
| 1921-1922 | バートン                                        | 1969-1971      | ロニー・アレン                                            |                  |
| 1922-1925 | フアン・アルスアガ                              | 1971-1972      | サルバドール・アルティガス                                |                  |
| 1925-1926 | ラルフ・カービィ フレッド・ペントランド         | 1972-1974      | ミロラド・パヴィッチ                                      |                  |
| 1926-1929 | リッポ・ヘルツカ                                | 1974-1975      | ラファエル・イリオンド (2度目)                            |                  |
| 1929-1933 | フレッド・ペントランド (2度目)                  | 1975-1979      | コルド・アギーレ                                          |                  |
| 1933-1935 | パトリシオ・カイセド                            | 1979-1981      | ヘルムート・ゼネコウィッツ                                |                  |
| 1935-1937 | ウィリアム・ガーバット ホセ・マリア・オラバリア | 1981           | イニャキ・サエス                                          |                  |
| 1939-1941 | ロベルト・エチェバリア                          | 1981.7-1986.6  | ハビエル・クレメンテ                                      |                  |
| 1940-1947 | フアン・ウルキース                              | 1986-1987      | ホセ・アンヘル・イリーバル                                |                  |
| 1947-1949 | ヘンリー・ジョン・バッジ                        | 1987.7-1989.11 | ハワード・ケンドール                                      |                  |
| 1949-1952 | ホセ・イララゴーリ                              | 1989.11-1990.6 | ホセ・フランシスコ・ロホ                                  |                  |
| 1952-1954 | アントニオ・バリオス                            | 1990.7-1991.3  | ハビエル・クレメンテ (2度目)                              |                  |
| 1955-1957 | フェルディナンド・ダウチーク                    | 1991-1992.6    | イニャキ・サエス (2度目) ヘスス・アラングレン             |                  |
| 1957-1958 | バルタサール・アルベニス                        | 1992.7-1994.6  | ユップ・ハインケス                                        |                  |
| 1958-1960 | マルティム・フランシスコ                        | 1994.7-1995.3  | ハビエル・イルレタ                                        |                  |
| 1960-1962 | フアン・アントニオ・イピーニャ                  | 1995.7-1996.6  | ドラゴスラヴ・ステパノヴィッチ ホセ・マリア・アモロルトゥ |                  |
| 1962-1963 | アンヘル・スビエタ                              | 1996.7-2000.6  | ルイス・フェルナンデス                                    |                  |

| 2000.7-2001.6  | ホセ・フランシスコ・ロホ       |
| 2001.7-2003.6  | ユップ・ハインケス (2度目)     |
| 2003.7-2005.6  | エルネスト・バルベルデ         |
| 2005.7-2005.10 | ホセ・ルイス・メンディリバル   |
| 2005.10-2006.6 | ハビエル・クレメンテ (3度目)   |
| 2006.7-2006.11 | フェリクス・サリウガルテ       |
| 2006.11-2007.6 | マネ                           |
| 2007.7-2011.6  | ホアキン・カパロス             |
| 2011.7-2013.6  | マルセロ・ビエルサ             |
| 2013.6-2017.5  | エルネスト・バルベルデ (2度目) |
| 2017.5-2018.5  | ホセ・アンヘル・シガンダ       |
| 2018.5-2018.12 | エドゥアルド・ベリッソ         |
| 2018.12-2021.1 | ガイスカ・ガリターノ           |
| 2021.1-2022.6  | マルセリーノ                   |
| 2022.7-        | エルネスト・バルベルデ (3度目) |